# Gafsa
Gafsa (arabsky ڨفصة) je město v Tunisku. Nachází se ve vnitrozemí země více než 300 km jihozápadně od Tunisu. Žije v něm přibližně 111 tisíc obyvatel a je správním centrem guvernorátu Gafsa. Tvoří aglomeraci s městem El Ksar, vystavěným na opačném břehu řeky Oued Beyach. Jižně od města leží slané jezero Šot al-Džaríd a východně od něj pohoří Džebel Orbata.

## Historie
Místo bylo osídleno již v mezolitu a bylo jedním z center protoberberské capsianské kultury. Ve starověku město neslo název Capsa a bylo součástí Numidie, Římské říše, Geiserichova království a Byzantské říše, v roce 688 je dobyl arabský vojevůdce Ukba ibn Nafi. Bylo zde také křesťanské biskupství, které zaniklo v 9. století a stalo se titulární diecézí. Ještě koncem středověku se v okolí Gafsy hovořilo nářečím latiny. V době francouzské nadvlády byla v Gafse proslulá vojenská káznice. Za druhé světové války bylo město bombardováno a přišlo o řadu historických staveb. V lednu 1980 došlo k „událostem v Gafse“, kdy se město pokusili ovládnout odpůrci prezidenta Habíba Burgiby, podporovaní z Libye. Rozsáhlé protivládní protesty se zde konaly v roce 2008 i během arabského jara 2011.

## Ekonomika
Místní Compagnie des phosphates de Gafsa patří k největším světovým producentům fosfátů. V oáze se pěstuje kavylovec přepevný, datle, pistácie, olivy a meruňky. Tradičním řemeslem je tkaní koberců. Gafsa je dopravním uzlem a nachází se zde mezinárodní letiště Gafsa-Ksar.

## Volný čas
Město má archeologické muzeum s antickými mozaikami. K pamětihodnostem patří Velká mešita ze 14. století, synagoga a římské lázně. Sídlí zde fotbalový klub EGS Gafsa.